# Altobello Melone

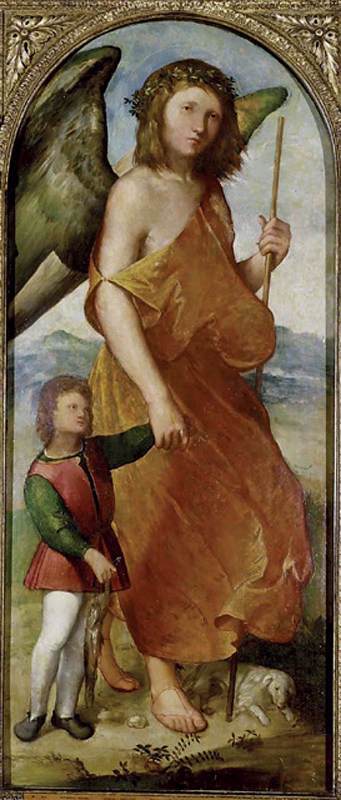
Tobies i l'àngel, Ashmolean Museum, Oxford.

Altobello Melone (Cremona, 1490 - abans del 3 de maig de 1543) va ser un pintor italià del Renaixement.

## Biografia
Melone és un dels màxims exponents de l'escola cremonesa renaixentista. Influït inicialment per l'estil de Boccaccio Boccaccino, tanmateix va ser decisiva la col·laboració amb el seu col·lega més veterà, Girolamo Romanino, de qui és possible fos alumne.
El 1516, Altobello va rebre l'encàrrec de continuar la sèrie de frescs que Boccaccino havia començat a la Catedral de Cremona. En aquestes obres el seu estil es troba molt proper al de Romanino, però aconsegueix donar-li una més gran brillantor de formes, conservant l'aspecte venecià de l'obra del seu mestre. Mostra una energia desbordant, que confereix al seu treball un ritme convuls que combina el talent ornamental amb una gran expressivitat. Partint de Boccaccino, va absorbir algun tipus d'influència de l'art nòrdic.
Tanmateix, en la segona fase de la decoració del Duomo de Cremona, amb el tema d'Escenes de la Vida de Crist, sembla tenir algun tipus d'involució en el seu estil, que adopta un aire més conservador. Melone torna sobre les seves passes i es refugia a l'estil marcat pels seus predecessors, prenent algunes idees de gravats de Durero. A la següent dècada, sembla que va tornar a prendre l'art més avançat en el seu moment. El seu brillant dibuix i els efectes de llum faran d'ell un apreciable artista, de gran expressivitat. En les seves últimes obres s'allunya de la influència de Romanino per caure als braços del rafaelisme emiliano.